# Kingston upon Thames
Kingston upon Thames eller bara Kingston är administrativt centrum för kommunen Royal Borough of Kingston upon Thames. Kingston tillhörde tidigare grevskapet Surrey, men är sedan 1965 en del av Storlondon. 
På medeltiden var Kingston en marknadsstad och den plats där sju saxiska kungar kröntes.
Under en stor del av 1900-talet var Kingston ett centrum för militär flygindustri: Sopwith Aviation Company (1912-1920), Hawker Aircraft (1920-1935), Hawker Siddeley (1935-1977) och British Aerospace (1977-1992). Nästan 50 000 flygplan byggdes där.
I Kingston ligger Kingston University.
Kingston var utgångspunkt för båtresan i Jerome K. Jeromes Tre män i en båt.

## Galleri

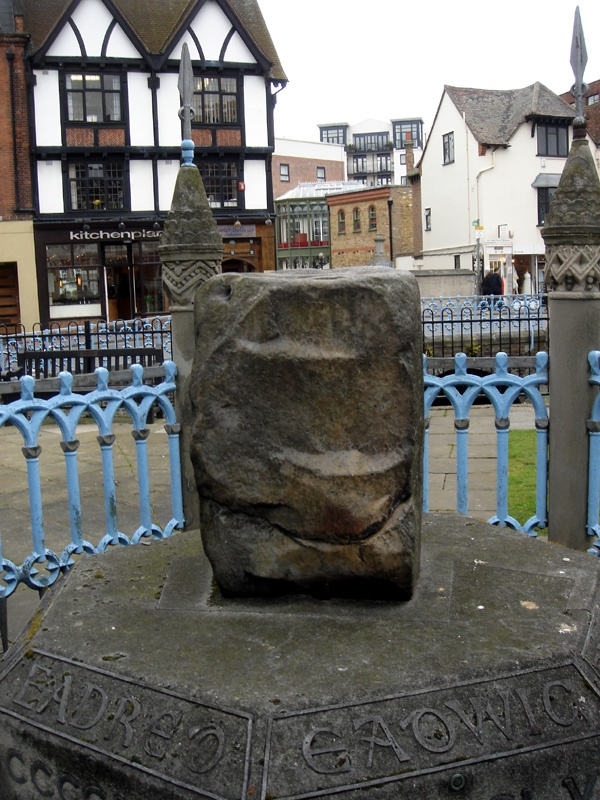
"Coronation Stone" anses enligt traditionen vara sju saxiska kungarnas kröningssten. Deras namn står på sockeln.
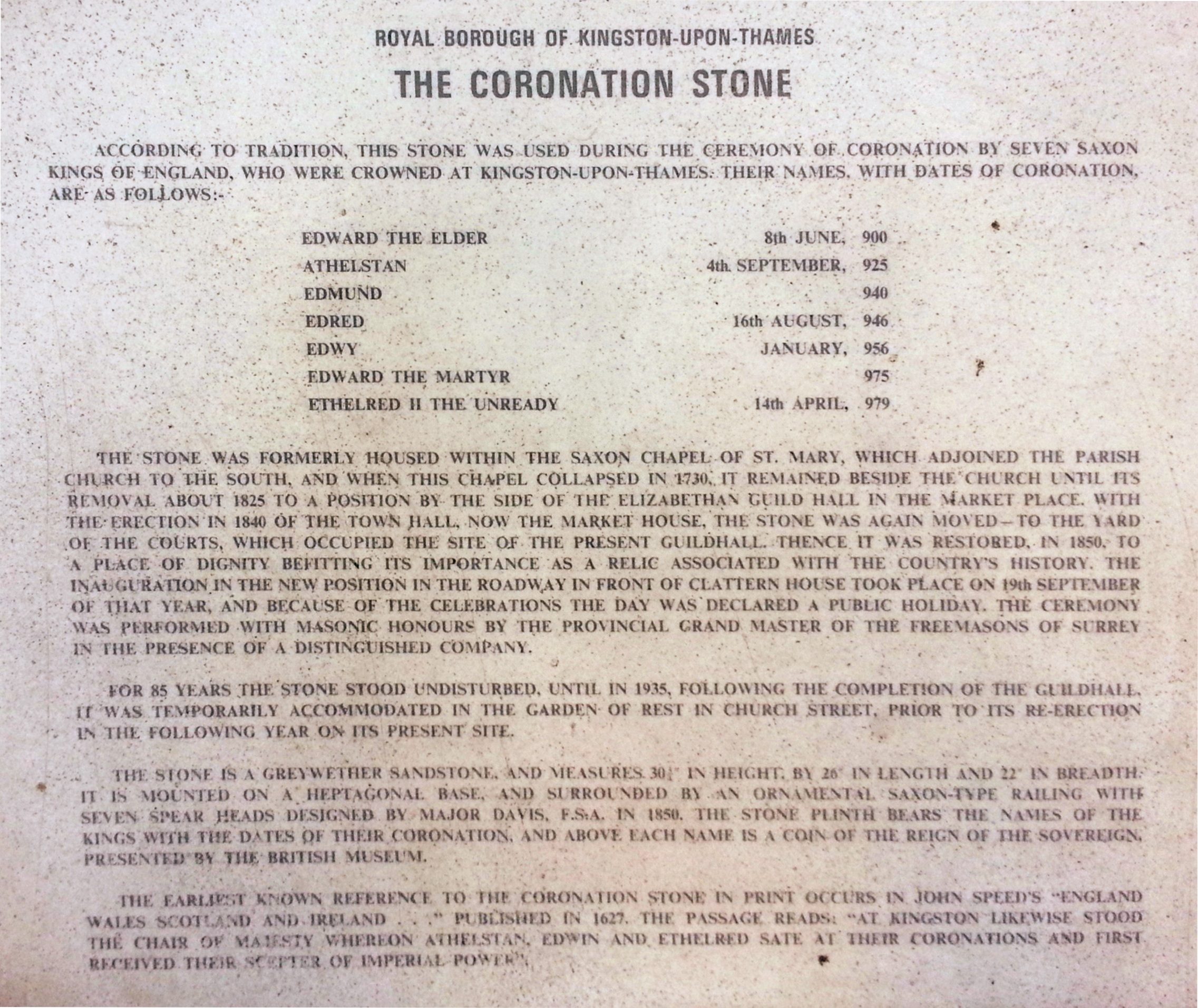
Plakett vid kröningsstenen.
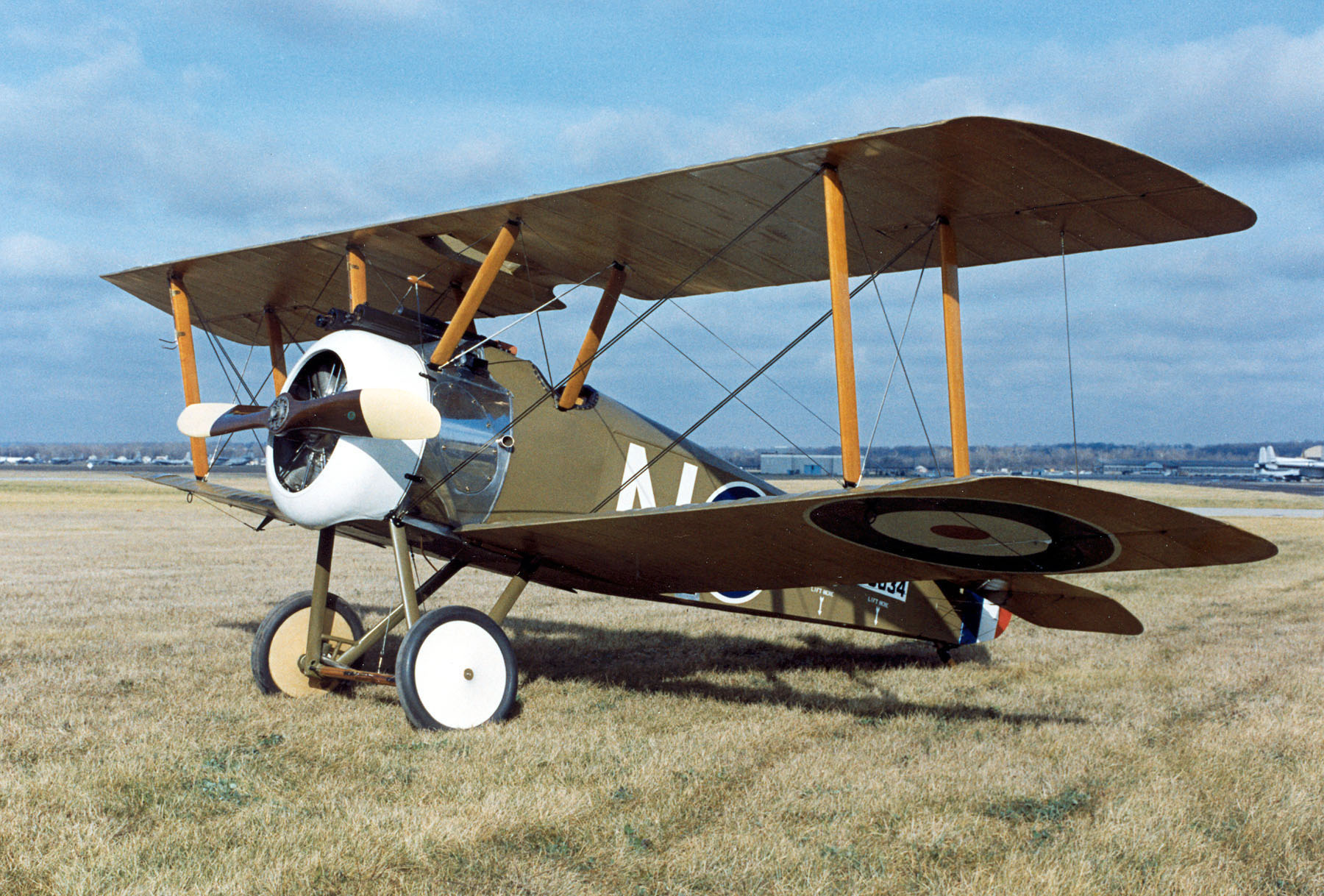
Ett av de 6000 Sopwith Camel som byggdes i Kingston.
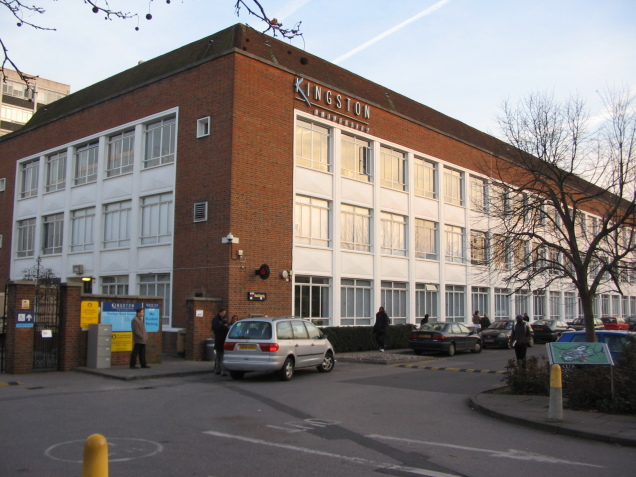
Huvudbyggnaden vid Kingston University.
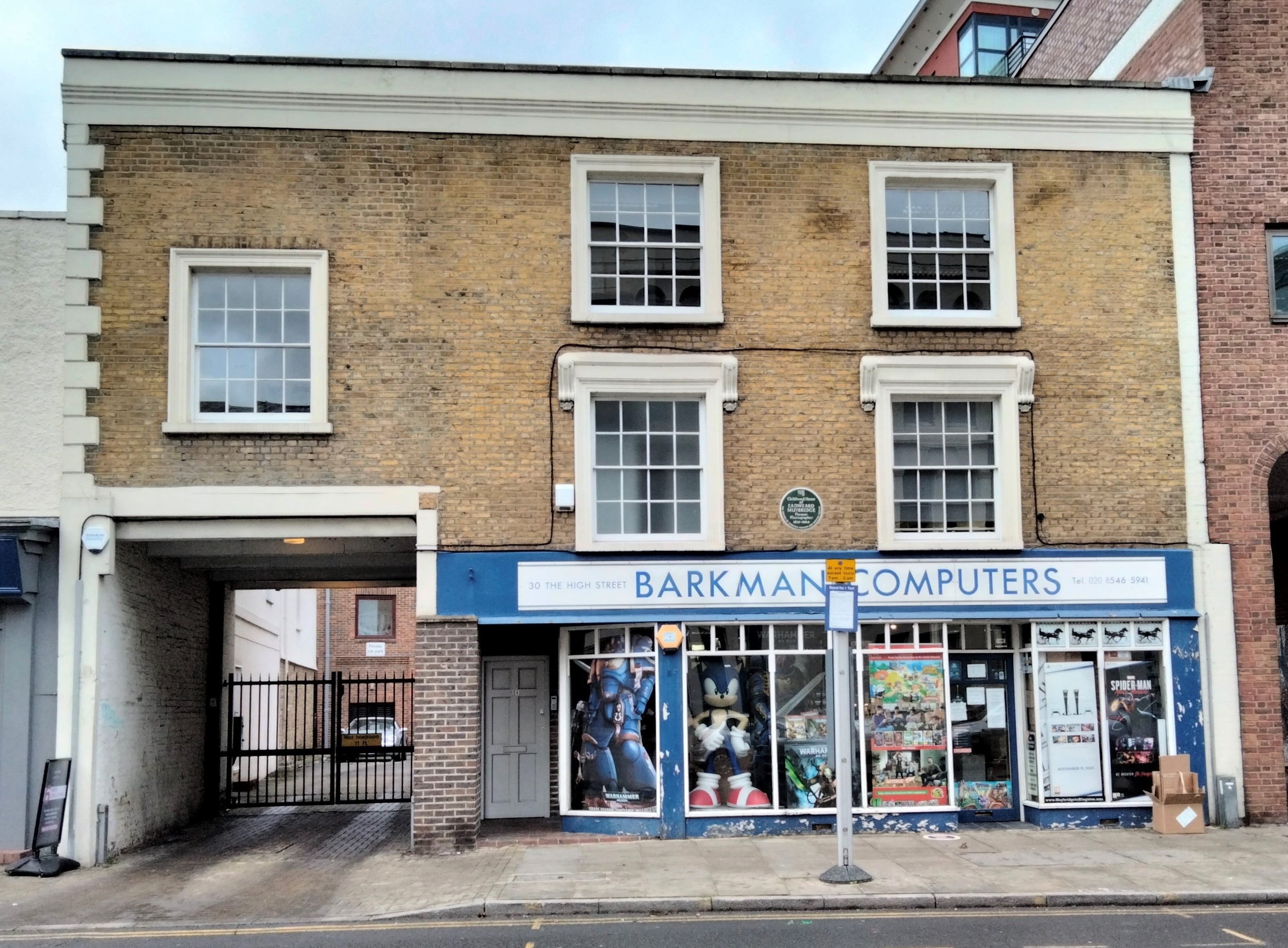
Eadweard Muybridges barndomshem i Kingston upon Thames.

## Kända personer från Kingston
- John Galsworthy
- Tom Holland
- Eadweard Muybridge
- Steven Reid
- Declan Rice
- Steven Wilson